# Большая Мечкинская пещера
Большая Мечкинская пещера — пещера на левом берегу реки Мечки, расположенная в 20 км к северу от города Кунгура и в 2 км от ближайших населённых пунктов Заспалово и Родионово.

## Строение
Вход в пещеру имеет ширину 1,5 метра и высоту 1 метр, он находится в нижней части правого склона карстового Каменного лога, при впадении его в долину реки Мечки. Полость сформировалась в гипсоангидритах по руслу подземного потока. Пещера состоит из пяти гротов и соединяющих их проходов суммарной протяжённостью 350 метров. Большой грот имеет длину 50, ширину 30 и высоту 7 метров. На большей части пол покрыт осыпью, имеется подземное озеро. Зимой в пещере формируется много ледяных образований кристаллов, сталактитов, сталагмитов, колонн. В частности, в Большом гроте каждый год зимой появляется ледяная колонна высотой 5 метров, длина окружности ее основания достигает также более 5 метров. Выше колонна сужается, и уже на высоте человеческого роста ее диаметр составляет около
1 м. Вода в грот поступает с поверхности через карстовый канал - органную трубу. Весной, при таянии снега, пещера почти полностью затапливается. В дальнейшем, после спада воды, по пещере протекает ручей, к концу лета обычно пересыхающий. В 1995 году в верхней части дальнего грота Ручей был расчищен второй вход в пещеру. 

## Фауна
В пещере обитают три вида беспозвоночных: нематоды Plectus rhizophilus, рачки-бокоплавы Crangonyx chlebnikovi и зимние комарики Trichocera maculipennis. Названные в честь исследователя Кунгурской пещеры Александра Тимофеевича Хлебникова рачки-бокоплавы были впервые обнаружены и описаны как новый вид в 1926 году именно в озере Большой Мечкинской пещеры.

## Охранный статус
Статус памятника природы Большая Мечкинская пещера получила решением Пермского облисполкома от 07.06.1988 г. № 139. 